# SNCF Z 27500 sorozat

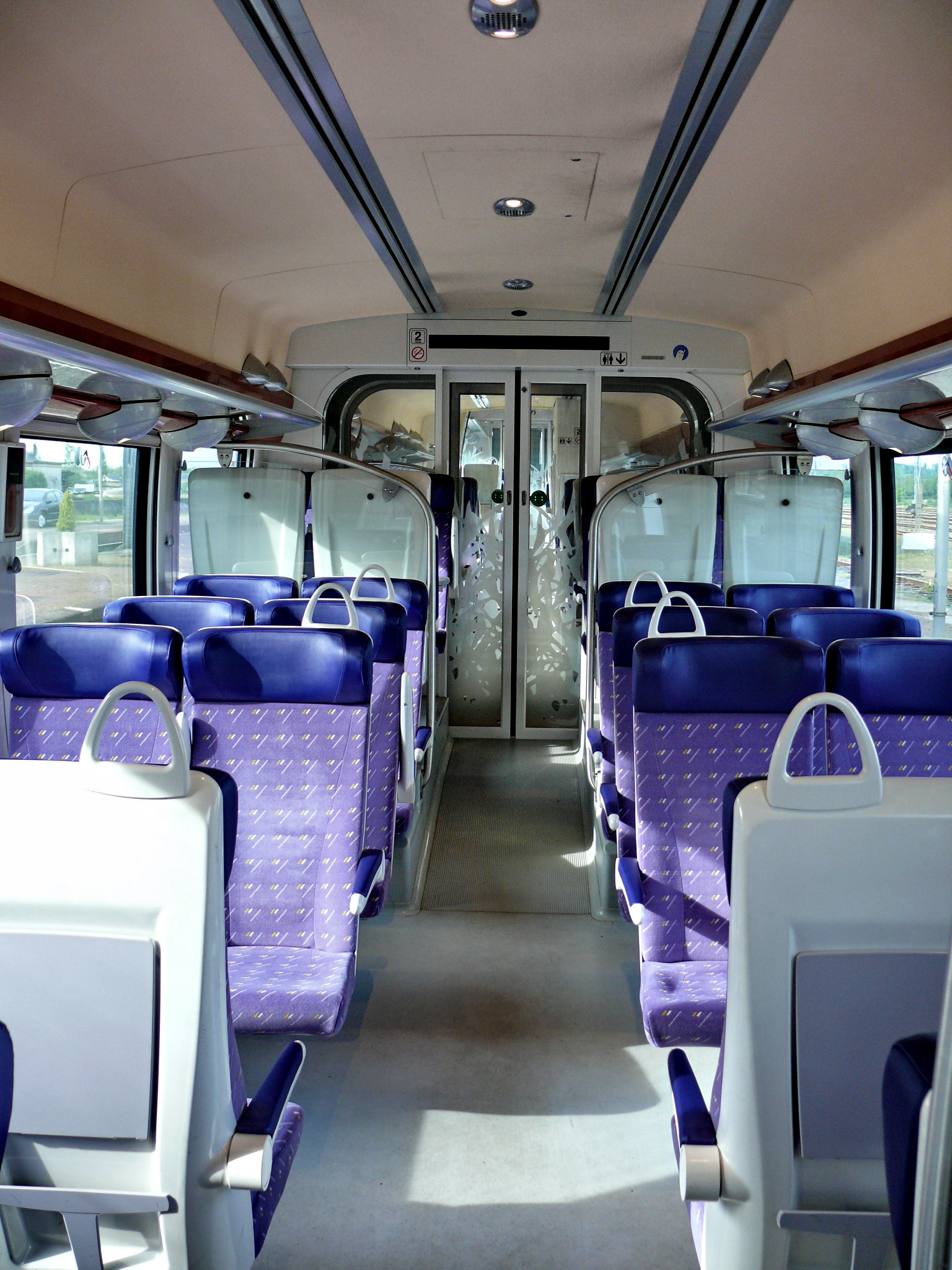
A motorvonat utastere

Az SNCF Z 27500 sorozat egy Bo'2''2'Bo' vagy Bo'2'2'2'Bo' tengelyelrendezésű francia három- vagy négyrészes villamosmotorvonat-sorozat. A Bombardier Transportation gyártott belőle összesen 211 db-ot 2005 és 2010 között az SNCF részére.

## Felhasználása

### TER Alsace
- Strasbourg - Saverne - Sarrebourg
- Strasbourg - Sélestat
- Bâle - Mulhouse
- Mulhouse - Belfort
- Mulhouse - Colmar

### TER Bourgogne
- Moulins-sur-Allier - Nevers
- Dijon - Laroche - Migennes
- Dijon - Mâcon - Lyon

### TER Bretagne

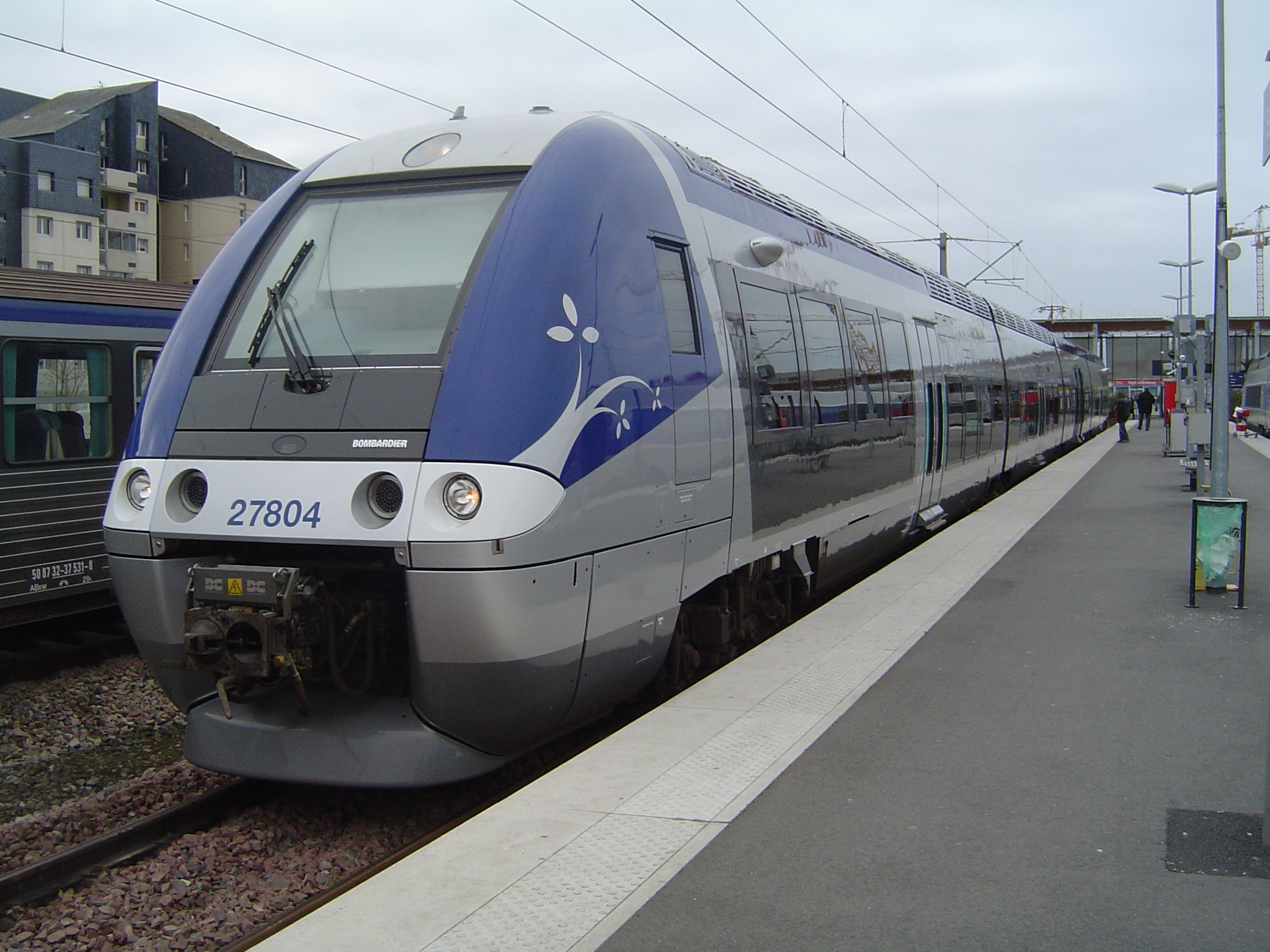
Z 27804 TER Bretagne gare de Saint-Malo állomáson

- Brest - Morlaix
- Brest - Landerneau
- Rennes - Saint-Malo
- Rennes - Saint-Brieuc
- Rennes - Redon
- Redon - Vannes - Lorient

### TER Centre-Val de Loire
- Tours - Bourges
- Tours - Blois - Orléans
- Tours - Saumur
- Orléans - Nevers

### TER Champagne-Ardenne
- Reims - Charleville-Mézières - Sedan
- Reims - Épernay - Château-Thierry

### TER Franche-Comté
- Dijon - Belfort
- Dijon - Dole - Pontarlier

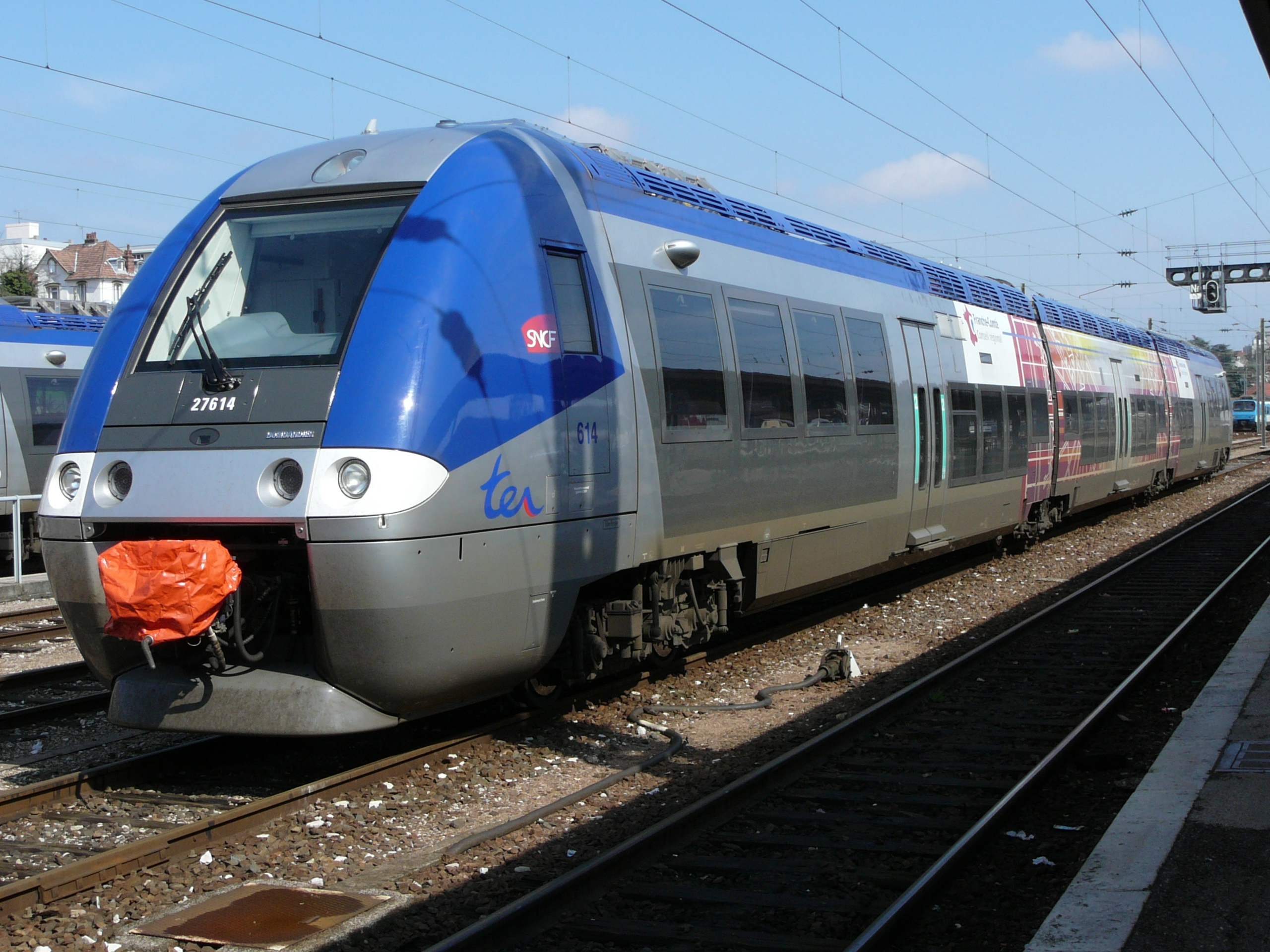
ZGC Franche-Comté gare de Besançon állomáson

- Besançon - Mouchard - Lons-le-Saunier

### TER Languedoc-Roussillon
- Cerbère ou Portbou - Avignon
- Cerbère ou Portbou - Marseille
- Béziers - Neussargues

### TER Lorraine

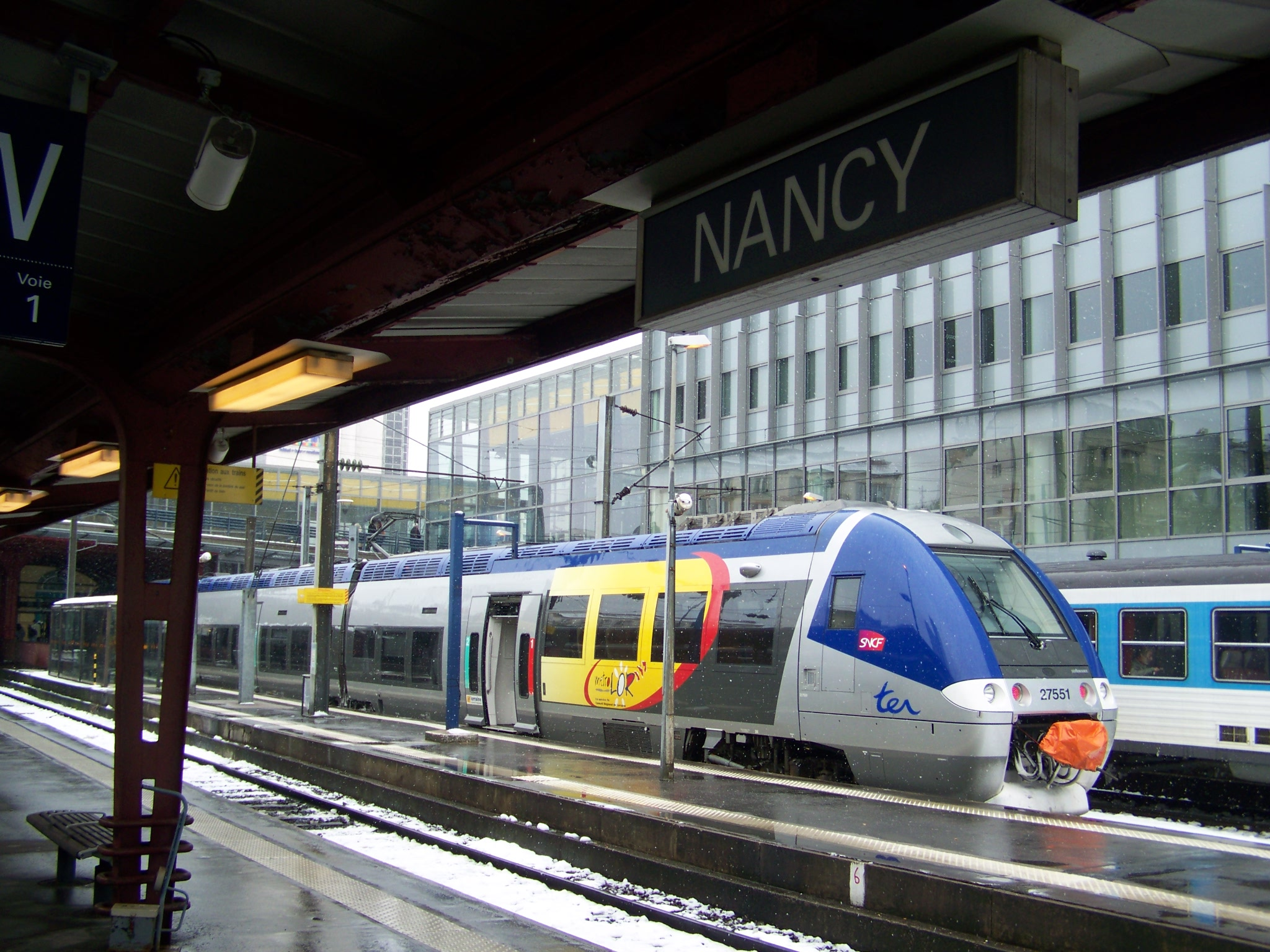
ZGC Lorraine gare de Nancy állomáson

- Nancy - Épinal - Remiremont
- Nancy - Saint-Dié-des-Vosges
- Nancy - Strasbourg
- Metz - Strasbourg
- Metz - Forbach

### TER Basse-Normandie
- Lisieux - Cherbourg
- Lisieux - Saint-Lô

### TER Haute-Normandie
- Elbeuf - Saint-Aubin - Le Havre
- Rouen - Mantes-la-Jolie
- Rouen - Amiens

### TER Midi-Pyrénées
- Toulouse - Agen
- Toulouse - Brive La Gaillarde
- Toulouse - Narbonne
- Toulouse - Latour de Carol - Enveitg
- Toulouse - Pau

### TER Pays de la Loire
- Nantes - Les Sables-d'Olonne
- Le Mans - Le Croisic
- Angers - Thouars
- Saint-Nazaire - Redon
- Redon - Nantes
- Nantes - Rennes
- Rennes - Le Mans

### TER Rhône-Alpes
- Lyon - Bellegarde - Genève-Cornavin / Annemasse
- Annemasse - Évian-les-Bains / Saint-Gervais-les-Bains-Le Fayet
- Annemasse - Saint-Gervais-les-Bains-Le Fayet - Annecy
- Valence - Annecy
- Valence - Genève-Cornavin

## Lásd még
- Autorail à grande capacité
- X 76500 (XGC)
- B 81500 (BGC)
- B 82500 (Bibi)